# Let Me Be Your Lover
Let Me Be Your Lover is een nummer van de Spaanse zanger Enrique Iglesias uit 2014, in samenwerking met de Cubaans-Amerikaanse rapper Pitbull. Het is de achtste single van Sex and Love, het tiende studioalbum van Iglesias.
"Let Me Be Your Lover" is één van de vele samenwerkingen tussen Iglesias en Pitbull. De plaat kent een vrolijk geluid en gaat over een man die helemaal blij wordt van zijn geliefde. Het nummer werd enkel in Nederland en Wallonië een bescheiden succesje. In Nederland kwam het rond de jaarwisseling van 2014 en 2015 in de Tipparade, waar het uiteindelijk de 5e positie behaalde.